# Stavarsjön (Björna socken, Ångermanland)
Stavarsjön är en sjö i Örnsköldsviks kommun i Ångermanland och ingår i Gideälvens huvudavrinningsområde. Sjön har en area på 0,449 kvadratkilometer och ligger 254,9 meter över havet.

## Delavrinningsområde
Stavarsjön ingår i det delavrinningsområde (709808-162480) som SMHI kallar för Utloppet av Stavarsjön. Medelhöjden är 286 meter över havet och ytan är 7,79 kvadratkilometer. Räknas de 4 avrinningsområdena uppströms in blir den ackumulerade arean 16,69 kvadratkilometer. Vattendraget som avvattnar avrinningsområdet har biflödesordning 5, vilket innebär att vattnet flödar genom totalt 5 vattendrag innan det når havet efter 116 kilometer. Avrinningsområdet består mestadels av skog (68 procent) och sankmarker (21 procent). Avrinningsområdet har 0,41 kvadratkilometer vattenytor vilket ger det en sjöprocent på 5,3 procent.